# Saint-Germain-de-Montbron
Saint-Germain-de-Montbron är en kommun i departementet Charente i regionen Nouvelle-Aquitaine i västra Frankrike. Kommunen ligger  i kantonen Montbron som ligger i arrondissementet Angoulême. År 2022 hade Saint-Germain-de-Montbron 488 invånare.

## Befolkningsutveckling
Antalet invånare i kommunen Saint-Germain-de-Montbron
Referens:INSEE